# Arsenal (Kino)

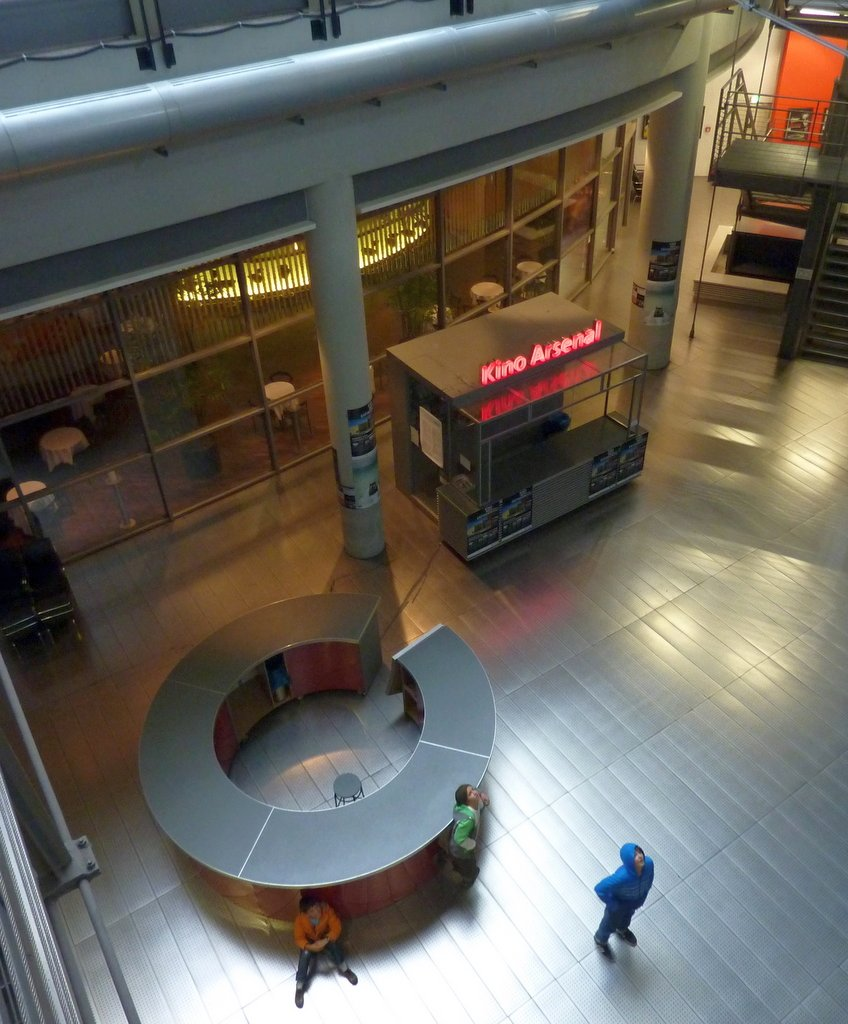
Kino Arsenal (2010)

Das Kino Arsenal des Arsenal – Institut für Film und Videokunst e. V. war vom Jahr 2000 bis zum Ende des Jahres Jahr 2024 im Filmhaus im Berliner Sony Center ansässig. Von 1970 bis zum Jahr 2000 befand es sich in Schöneberg. Während der Berlinale ist das Arsenal ein Spielort des 1971 aus dem Arsenal heraus entstandenen Sektionen Internationalen Forums des Jungen Films und Forum Expanded.

## Geschichte
Der Verein Freunde der Deutschen Kinemathek wurde 1962 gegründet, nahm aber erst 1963 seine Arbeit auf. Er sollte die Bestände der kurz zuvor eingerichteten Deutschen Kinemathek e. V. nach dem Vorbild der Filmarchive aus Paris, London, New York, Stockholm und anderen auswerten.
Nachdem Manfred Salzgeber im Sommer 1969 herausgefunden hatte, dass die „Bayreuther Lichtspiele“ in der Schöneberger Welserstraße 25 – bis 1958 Bayreuther Straße – im Erdgeschoss eines Wohnhauses in der Nähe des Wittenbergplatzes – ein 1912 eröffnetes und seitdem nur mit einer kurzen Unterbrechung im Jahr 1945 betriebenes Kino – zum Verkauf stünden, initiierten er und der Geschäftsführer der „Freunde“ Heiner Roß den Kauf des Lichtspieltheaters. Ein dazu auf Empfehlung der Senatsverwaltung für Kultur bei der Deutschen Klassenlotterie gestellter Antrag wurde jedoch – auch wegen der fehlenden Unterstützung der Senatsverwaltung – vom Beirat der Deutschen Klassenlotterie in seiner Sitzung vom 10. Dezember 1969 abgelehnt.
Da der Vorvertrag für den Ankauf des Kinos mit dem Betreiber sowie der langjährige Pachtvertrag mit den Hauseigentümern bereits unterzeichnet und die Kautionssummen – aufgebracht von Heiner Roß und Manfred Salzgeber – bereits gezahlt waren, startete man einen Spendenappell, der aber nicht besonders erfolgreich war.

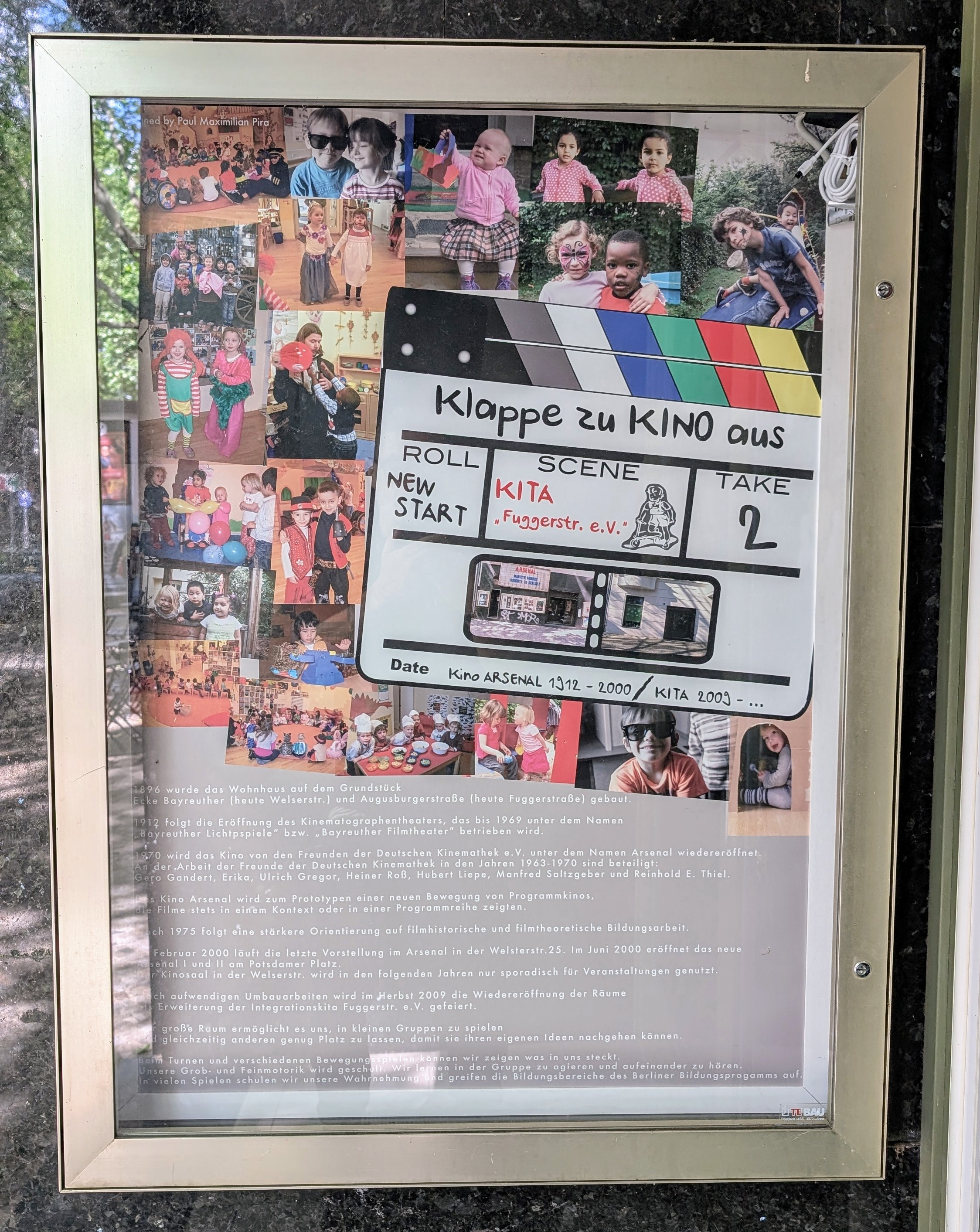
Erinnerungstafel Standort Kino Arsenal 1912–2000

Hilfreich für den Erwerb des Kinos waren Forderungsrückstellungen von Vertragspartnern des Filmverleihs der „Freunde“, unter ihnen Sergio Gambaroff (Pegasus Filmverleih) und Fernando E. Solanas (Regisseur von „La Hora de los Hornos“) als größte Partner sowie etwa 100 weitere Filmemacher. Mit dem geliehenen Geld konnte der Kauf des Kinos für einen Kaufpreis von 25.000 DM realisiert werden, und am 3. Januar 1970 eröffneten die „Freunde“ ihr eigenes Kino. Es wurde nach dem 1929 uraufgeführten Stummfilm „Arsenal“ von Oleksandr Dowschenko benannt. Das Schöneberger Kino besaß einen Saal mit 175 Sitzplätzen. 1971 wurde es von Wolfgang Rasper umgebaut.
Das Jahresprogramm bestand aus ca. 1200 Vorstellungen, täglich fanden drei bis fünf verschiedene Filmvorführungen statt. Großes Engagement galt dem Film der Dritten Welt, dem Film der sozialistischen Länder, dem freien Dokumentarfilm und dem Independentfilm. Im Rahmen der Aufführung des Filmes Nicht der Homosexuelle ist pervers, sondern die Situation, in der er lebt am 15. August 1971 fanden sich hier 50 Schwule, die den Aufbau der ersten homosexuellen Gruppe Berlins (HAW) planten. Ein Großteil der anfallenden Arbeiten wurde von den Vereinsmitgliedern und anderen Gönnern, darunter bekannte Persönlichkeiten wie Manfred Salzgeber, Erika und Ulrich Gregor, ehrenamtlich erledigt. Während ihres American Academy-Stipendiums Anfang der 1990er Jahre zeigte Susan Sontag den Film Satanstago von Bela Tarr im Arsenal, das sie zu ihren Lieblingskinos zählte.

## Neues Arsenal am Potsdamer Platz
Am 29. Februar 2000 fand in der Welserstraße die letzte Kinovorstellung statt, und das Kino Arsenal wurde ins Filmhaus im Sony Center am Potsdamer Platz verlegt. Der alte Kinosaal wurde von einem neuen Betreiber zunächst als Pornokino weiter genutzt, bis man ihn schließlich bei einer Haussanierung im Jahr 2007 endgültig entfernte. Die Leuchtschrift der alten Fassade wurde im Erdgeschoss-Foyer des neuen Kinos installiert, wo die erste Vorstellung am 1. Juni 2000 war.
2002 war das Arsenal, bis dahin das kommunale Kino Berlins, durch die Androhung von Kürzungen durch den Berliner Senat in der Existenz bedroht. Zwei Jahre später gelang es, ein dauerhaftes Fortbestehen des Arsenals durch die Übernahme der Finanzierung durch die Beauftragte der Bundesregierung für Kultur und Medien zu sichern. Im gleichen Jahr wurde der alte Vorstand abgelöst und durch ein Führungstrio abgelöst. Die drei aktuellen Vorsitzenden Milena Gregor, Birgit Kohler und Stefanie Schulte Strathaus waren bereits seit 1994 bzw. 1997 als Programmleiterinnen für den Verein tätig.
Das Arsenal ist assoziiertes Mitglied der FIAF (Fédération Internationale des Archives du Film / International Federation of Film Archives). Es ist als gemeinnütziger Verein organisiert.
Der Umzug an den Potsdamer Platz brachte gegenüber dem Arsenal in Schöneberg einige technische Verbesserungen: Anstelle der alten engen Sitzreihen mit schlechter Sicht besaß das Arsenal zwei voll ausgestattete Kinosäle mit größeren Leinwänden (9 mal 4 Meter und 5 mal 2 Meter) und wesentlich besserem Sound in Dolby Digital, DTS oder SDDS sowie Kinotechnik für alle gängigen Filmformate (16, 35 und 70 Millimeter) sowie die gängigen Formate des Digitalen Kinos. Die Zuschauerräume fassten 236 (Arsenal 1) bzw. 75 Personen (Arsenal 2).
Wegen des Auslaufens der  Mietverträge im Filmhaus am Potsdamer Platz im Februar 2025 war das Arsenal zu einem erneuten Umzug gezwungen. Der Spielbetrieb am Potsdamer Platz endete am 15. Dezember 2024.

## Programm
Das Programm hat mehrere Schwerpunkte, u. a.:
- Retrospektiven international bekannter bedeutender Regisseure, deren Filme aber in Deutschland sonst wenig zu sehen sind, z. B. im Jahr 2005 der amerikanische Dokumentarist Frederick Wiseman. Seit 1982 läuft im Sommerprogramm eine Retrospektive Andrei Tarkowski, die seit 1987 das filmische Gesamtwerk des sowjetischen Regisseurs umfasst.
- Begleitende Filmreihen zu Ausstellungen und Veranstaltungsreihen: 2004 z. B. zur Reihe Buenos Aires–Berlin
- Ein filmgeschichtlicher Überblick: bis 2009 in der ganzjährlichen Dauerreihe Magical History Tour in 365 Filmen, von der heute jedoch nur noch eine stark gekürzte Version weiterbesteht.
- Dokumentar- und Experimentalfilme, die seit einigen Jahren in der eigenen Sparte Arsenal Expanded präsentiert werden, aber auch immer wieder
- Die Präsentation internationaler Filmkultur, die in Deutschland sonst meist nicht zu sehen ist. So wurde in den letzten Jahren das Kino der arabischen Länder im Arsenal präsentiert. Ergänzend zur starken Präsenz asiatischer Filmkultur im Forum, werden im Arsenal wiederholt bedeutende Regisseure der japanischen Filmgeschichte präsentiert (so in der Kurosawa-Retrospektive 2011) und 2013 präsentierte man die deutschlandweit erste Retrospektive zur Filmgeschichte der Volksrepublik China, kuratiert vom Berliner Kuratorenkollektiv The Canine Condition.[6]

## Festivals
Das Arsenal veranstaltet seit 1971 mit dem Internationalen Forum des Jungen Films ein alternatives Programm in eigener Verantwortung im Rahmen der Internationalen Filmfestspiele.
Bis zu seinem Tod im Jahre 2007 trat im Kino regelmäßig der Stummfilmpianist Willy Sommerfeld auf. Seit 2000 ist Eunice Martins Hauspianistin und begleitet die Vorführung von Stummfilmen.

## Dokumentarfilm
Komm mit mir in das Cinema – Die Gregors, Regie: Alice Agneskirchner, Deutschland 2022, 155 Min

## Belege
1. ↑  Arsenal: Arsenal 2024–26: Umzug, Reisen, neues Kino. Abgerufen am 2. Mai 2025 (deutsch).
2. ↑  Laule, Wilfried: Meine schwul-bewegten Jahre, in: Heinz-Jürgen Voß (Hrsg.): Westberlin – ein sexuelles Porträt, Gießen 2021, S. 127–152, S. 128f
3. ↑  Ungarns unvergesslicher Schlamm. In: Der Tagesspiegel. Abgerufen am 8. Januar 2020.
4. ↑  Susan Sontag Revisited. In: arsenal-berlin.de. Arsenal – Institut für Film und Videokunst e. V., Januar 2015, abgerufen am 8. Januar 2020 (deutsch).
5. ↑  vgl. https://www.arsenal-berlin.de/institut/umzug/ (abgerufen am 6. August 2024)
6. ↑  The Canine Condition (Memento vom 3. Februar 2015 im Internet Archive)
7. ↑  Willy Sommerfeld zum Gedenken. In: arsenal-berlin.de. Arsenal – Institut für Film und Videokunst e. V., abgerufen am 8. Januar 2020 (deutsch).
8. ↑  Biografien. In: arsenal-berlin.de. Arsenal – Institut für Film und Videokunst e. V., abgerufen am 8. Januar 2020 (deutsch).

Koordinaten: 52° 30′ 34″ N, 13° 22′ 26″ O